# Terra X (fumetto)
Terra X (Earth X) è una miniserie a fumetti pubblicata tra il 1999 ed il 2000 dalla Marvel Comics. L'opera fu realizzata da Jim Krueger (testi), Alex Ross (testi, design dei personaggi e copertine), John Paul Leon (disegni) e Bill Reinhold (inchiostrazione). La saga si svolge in un futuro distopico dell'universo Marvel, e prende spunto da Kingdom Come, serie pubblicata nel 1997 dalla DC Comics, di cui Ross aveva curato i disegni.
Terra X è il primo capitolo di una trilogia; La serie è stata seguita da due sequel, Universo X e Paradiso X, e un prequel, Marvels X. L'universo della Terra X è designato come Terra-9997.
L'incarnazione di Spider-Man su Earth X ha fatto il suo debutto cinematografico nel film Spider-Man: Across the Spider-Verse del 2023, raffigurato come un membro delle Spider-Forces di Miguel O'Hara.

## Trama
La storia si svolge dieci anni dopo il termine dell'Età degli Eroi; molti supereroi e supercriminali si sono ritirati o sono morti, mentre tutti gli esseri umani hanno sviluppato super poteri a causa della diffusione delle Nebbie Terrigene ad opera di Maximus. Il protagonista è Aaron Stack, un tempo noto come Machine Man, che viene portato sulla Luna da Uatu l'Osservatore, il quale è stato accecato tempo addietro, ed è diventato arrogante e freddo. X-51 (così viene chiamato dall'Osservatore in base al suo numero di serie) dovrà raccontargli ciò che avviene sulla Terra, siccome sta per accadere un grande evento: l'arrivo dei Celestiali.
Uatu spiega a Stack che i Celestiali hanno piantato, nel centro della Terra, un "seme" che, una volta schiusosi, permetterà la nascita di un nuovo membro della loro specie. Questo causerà la distruzione del Pianeta. Uatu, inoltre, spiega come la nascita di molti eroi sia stata "voluta" dai Celestiali, i quali, per meglio salvaguardare il seme, avevano impiantato un "gene", negli umani, che avrebbe loro donato grandi poteri in caso di determinati eventi. Ad esempio, nel caso di Devil (assassinato da Bullseye prima dell'inizio della storia), esso si sviluppò quando fu colpito da una tanica di sostanze radioattive negli occhi.
La storia segue poi diverse sottotrame: l'Uomo Ragno (Peter Parker) si è ritirato, mentre sua figlia Mayday è la nuova Venom. Norman Osborn è diventato il presidente degli Stati Uniti. Capitan America ha lasciato i Vendicatori dopo aver ucciso il Teschio Rosso, e gli stessi sono poi stati uccisi dall'Uomo Assorbente dopo che questi si era unito ad Ultron; a salvarsi è stato il solo Iron Man, che non è stato contaminato dalle Nebbie Terrigene ed ha costruito delle versioni robotiche del supergruppo, che si riuniscono sotto il nome di Iron Avengers. La Visione è riuscito a trasformare, sfruttando i suoi poteri, L'Uomo Assorbente in roccia, per poi romperlo in numerosi frammenti. Hulk e Bruce Banner si trovano in due corpi distinti, ma collaborano tra loro. Gli X-Men si sono separati dopo la morte di Charles Xavier, e Wolverine ha sposato Jean Grey (anche se poi si scoprirà essere Madelyne Pryor), mentre Ciclope si vedrà chiamato ad addestrare un nuovo gruppo di mutanti. Tempesta ha sposato Pantera Nera e vive con lui e Hank McCoy in Wakanda. Loki (con sembianze simili a quelle di un albero umano) ha ingannato Odino, che ha trasformato Thor in una donna. Il Dottor Destino, infine, è morto uccidendo Sue e Johnny Storm, causando lo scioglimento dei Fantastici Quattro; Reed Richards è diventato il monarca di Latveria, mentre Ben Grimm ha sposato Alicia Masters ed ha avuto due figli.
Mentre combatte gli Hydra (umani posseduti da un virus alieno creato da Osborn), Steve Rogers finisce sulla Costa Ovest degli Stati Uniti, dove scopre che un ragazzino di nome Benny Beckley è il nuovo Teschio Rosso. Questi è anche l'ultimo telepate rimasto in vita (tutti gli altri sono morti al momento della sua nascita), ed utilizza i suoi poteri per schiavizzare chiunque incontri. Cap è costretto a fuggire dallo scontro con coloro che sono da lui controllati, compreso Namor, che è costretto a bruciare per metà a causa dei poteri di Franklin Richards (che lo ha punito per aver aiutato il Dottor Destino quando ha ucciso sua madre). Intanto, la famiglia reale degli Inumani incontra il vecchio Mr. Fantastic per una riunione, ma sono distratti da ciò che sta avvenendo negli Stati Uniti: il Teschio, infatti, ha ucciso Osborn e sta prendendo il controllo della nazione. Rogers riesce a trovare un alleato in Alicia Masters, la quale, usando la creta di suo padre, il Burattinaio, crea delle armature che schermano la telepatia del Teschio. Durante il confronto tra le forze dell'ex Capitan America e del giovane Beckley, i primi hanno la meglio, e Rogers è costretto ad uccidere il nemico.
Frattanto, si scopre che era stato Freccia Nera a diffondere le Nebbie Terrigene sulla Terra e ad accecare Uatu, per non permettergli di registrare quell'evento. Il suo scopo era evitare agli umani eventuali persecuzioni, oltre a fare in modo che potessero difendersi dai Celestiali, che arrivano sulla Terra poco dopo la morte del Teschio. Boltagon si sacrifica combattendo gli invasori, che giungono comunque su New York. Nemmeno gli asgardiani (riuniti sorprendentemente da un Loki convertito al bene) e Tony Stark stesso (che usa una versione gigantesca della sua vecchia armatura) riescono a fermarli; lo scienziato, inoltre, perisce assieme ai suoi Iron Avengers. I Celestiali sono però respinti da Galactus, giunto sulla terra assieme a Silver Surfer e Shalla-Bal, dopo essere stato avvertito da un urlo del morente Freccia Nera. Il Divoratore di Mondi distrugge il seme dei Celestiali al centro della Terra, costringendoli a lasciare il Pianeta. Prima di andarsene, Galactus accetta di togliersi l'elmo davanti a Mr. Fantastic, rivelando che il potente essere è, in realtà, Franklin Richards.
X-51, dopo aver visto tutto ciò, ed aver anche contribuito alla vittoria di Capitan America sul Teschio, comprende che Uatu, rifiutandosi di intervenire quando la Terra ne aveva più bisogno, è in realtà malvagio. Distrugge le sue orecchie e taglia ogni contatto tra lui ed il mondo esterno, diventando lui stesso il nuovo Osservatore del pianeta e decidendo di eliminare tutti i semi dei Celestiali. Reed Richards utilizza un vecchio esperimento basato sul Vibranio per creare delle enormi Torce Umane che distruggeranno le Nebbie Terrigene e rigenereranno la popolazione umana. Prima di tornare a Latveria, ha una visione dello spirito di Capitan Marvel, che annuncia il suo imminente ritorno.